# Semaeopus vacuata
Semaeopus vacuata är en fjärilsart som beskrevs av W. Warren 1907. Semaeopus vacuata ingår i släktet Semaeopus och familjen mätare. Inga underarter finns listade i Catalogue of Life.